# Vervalreeks

Een grafische weergave van de thorium-, radium-, actinium- en de neptuniumreeks.

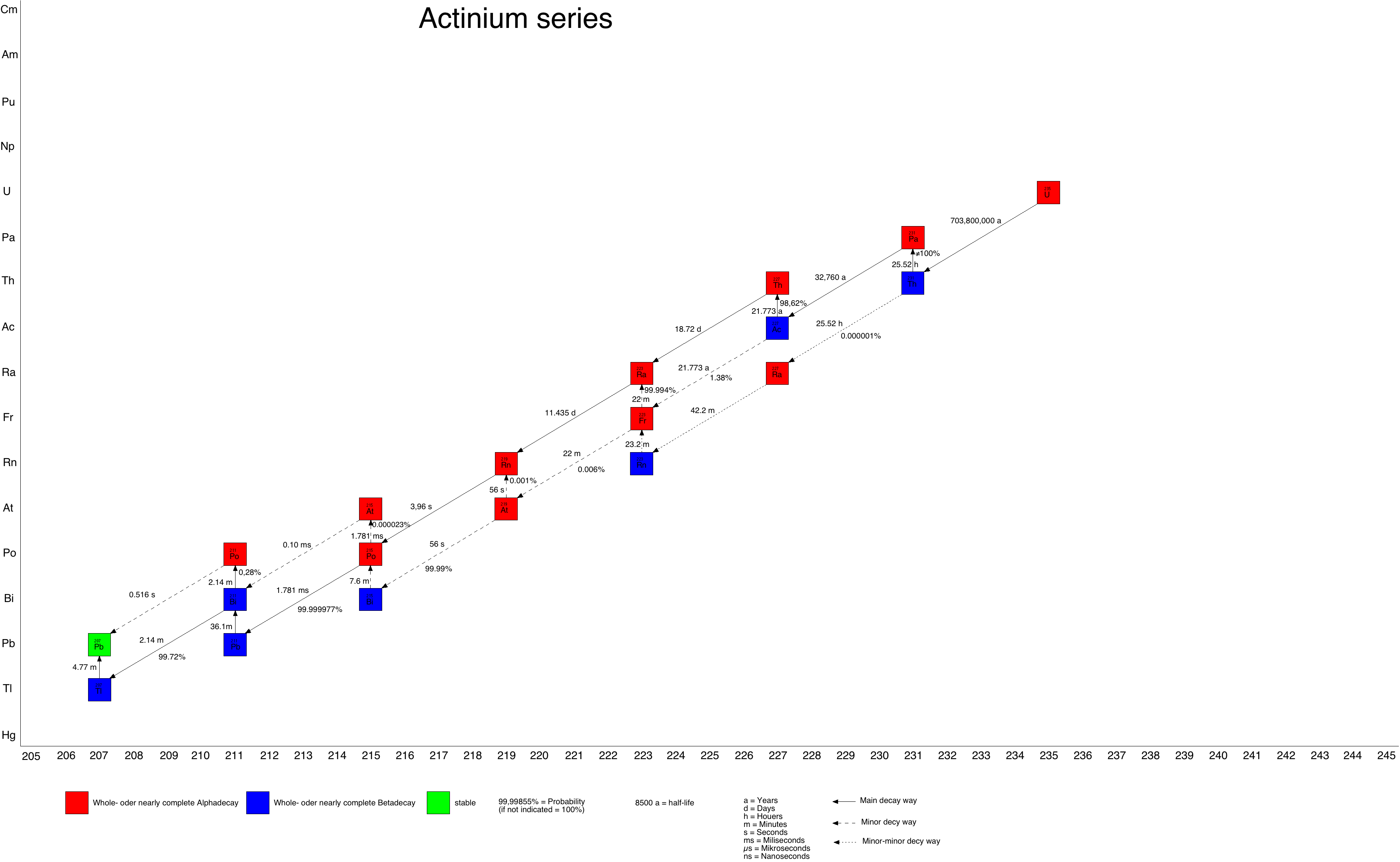
Een grafische weergave van de actiniumreeks.

Een grafische weergave van de thoriumreeks.

Isotopenvervaltabel

Een vervalreeks bevat een weergave, in de vorm van een diagram of een tabel, van een reeks opeenvolgende vervalreacties en vervalproducten van een radionuclide. De vervalreeks eindigt als de reeks een stabiel isotoop heeft bereikt.
De uraanreeks is een voorbeeld van een lange vervalreeks, waarbij 238U in 14 stappen vervalt tot 206Pb. In de figuren rechts zijn grafische weergaven van een aantal vervalreeksen afgebeeld.

## Vervalreekstabellen
In de vervalreekstabellen hieronder zijn vijf kolommen opgenomen met achtereenvolgens:
- het isotoop dat vervalt,
- de halveringstijd,
- het vervalproces,
- de vervalenergie,
- het vervalproduct,

zoals in deze tabel:
| Vervalreeks van molybdeen-99 | Vervalreeks van molybdeen-99 | Vervalreeks van molybdeen-99 | Vervalreeks van molybdeen-99 | Vervalreeks van molybdeen-99 |
| Iso                          | Halveringstijd               | VV                           | VE (MeV)                     | VP                           |
| ---------------------------- | ---------------------------- | ---------------------------- | ---------------------------- | ---------------------------- |
| 99Mo                         | 2,7489 d                     | β−                           | 1,216802                     | 99mTc                        |
| 99mTc                        | 6,0058 u                     | IT                           | 0,1405                       | 99Tc                         |
| 99Tc                         | 2,111 × 105 j                | β−                           | 0,29383                      | 216Po                        |
| 99Ru                         | stabiel                      | stabiel                      | stabiel                      | stabiel                      |

Dit is een tabel van de korte vervalreeks van molybdeen-99 dat via een vervalproces van drie stappen, zonder vertakkingen of parallelle vervalreeksen, vervalt tot ruthenium-99.

### Vervalreeksen van actiniden
Vervalreeksen van actiniden zijn relatief lang.
Gewoonlijk worden in vervalreeksen alleen de meest waarschijnlijke vervalreacties opgenomen. Meestal worden vertakkingen door kernsplijting en clusterverval, parallelle vervalreeksen en relatief zeldzame alternatieve vervalreacties, uit lange vervalreeksen weggelaten.

### Vertakkingen en parallelle vervalreeksen
Thorium-232 heeft een halveringstijd van ongeveer 14 miljard jaar en vervalt in de eerste stap vrijwel volledig naar radium-228. Naast het alfaverval kan thorium-232 in de eerste stap van het vervalproces op drie andere manieren vervallen. Niet alle vervalreeksen die thorium-232 kan doorlopen eindigen met lood-208. Er zijn vertakkingen naar vervalreeksen die op kwik-200 of lood-206 uitkomen. Thorium-232 vervalt in zeldzame gevallen door dubbel bètaverval naar de radio-isotoop uranium-232. Thorium-232 vervalt in 1,1 × 10−9 % van de gevallen door spontane kernsplijting naar een hele reeks mogelijke splijtingsproducten. Tot slot vervalt 2,78 × 10−10 % door clusterverval naar de radio-isotopen ytterbium-182, neon-26 en neon-24:

#### Vervalreeks van radon-220
Radon-220 vervalt via polonium-216 en lood-212 tot bismut-212 waarna bismut-212 via 3 verschillende routes naar lood-208 kan vervallen:
212Bi → 212Po → 208Pb
212Bi → 208Tl → 208Pb
212Bi → 208Pb
Hieronder staat de tabel van de vervalreeks van 220Rn naar 208Pb:
| Vervalreeks van radon-220 | Vervalreeks van radon-220 | Vervalreeks van radon-220 | Vervalreeks van radon-220 | Vervalreeks van radon-220 |
| Iso                       | Halveringstijd            | VV                        | VE (MeV)                  | VP                        |
| ------------------------- | ------------------------- | ------------------------- | ------------------------- | ------------------------- |
| 220Rn                     | 55,6 s                    | α                         | 6,40467                   | 216Po                     |
| 216Po                     | 0,145 s                   | α                         | 6,906                     | 212Pb                     |
| 212Pb                     | 10,64 u                   | β−                        | 0,58                      | 212Bi                     |
| 212Bi                     | 60,55 min                 | β− (64.05 %)              | 2,25                      | 212Po                     |
| 212Bi                     | 60,55 min                 | α (35,94 %)               | 6,206                     | 208Tl                     |
| 212Bi                     | 60,55 min                 | α + β− (0,014 %)          | 11,20624                  | 208Pb                     |
| 212Po                     | 299 ns                    | α                         | 8,95412                   | 208Pb                     |
| 208Tl                     | 3,053 min                 | β−                        | 4,994                     | 208Pb                     |
| 208Pb                     | stabiel                   | stabiel                   | stabiel                   | stabiel                   |

Voor de overzichtelijkheid zijn de velden in de isotopenkolom geel gekleurd bij α-verval, rood bij β-verval en lichtblauw bij vertakkingen naar verschillende vervalprocessen.

### Vervalreeksen van splijtings- en clustervervalproducten
De producten van kernsplijting en clusterverval van actiniden worden gekenmerkt door een groot neutronenoverschot. De vervalreeksen van deze vervalproducten laten meestal een aantal stappen met β−-verval zien die afgewisseld worden door stappen met isomerische transities. Bij β−-verval wordt een neutron in de kern omgezet wordt in een proton onder emissie van een β−-deeltje en een antineutrino. Door een isomerische transitie vervalt een aangeslagen toestand van de kern naar een energetisch lagere toestand. Het energieverschil is de excitatie-energie die meestal vrijkomt in de vorm van gammastraling. Bij isomerische transities is de aangeslagen toestand een metastabiel isomeer. De energetisch lagere toestand is meestal de grondtoestand van de kern maar het kan ook een lager gelegen metastabiel isomeer zijn.
| Vervalreeks van yttrium-99 | Vervalreeks van yttrium-99 | Vervalreeks van yttrium-99 | Vervalreeks van yttrium-99 | Vervalreeks van yttrium-99 |
| Iso                        | Halveringstijd             | VV                         | VE (MeV)                   | VP                         |
| -------------------------- | -------------------------- | -------------------------- | -------------------------- | -------------------------- |
| 99Y                        | 1,470 s                    | β−                         | 7,5675                     | 99Zr                       |
| 99Zr                       | 2,3 s                      | β−                         | 4,1932                     | 99mNb                      |
| 99mNb                      | 2,6 min                    | IT                         | 0,36529                    | 99Nb                       |
| 99Nb                       | 15,0 s                     | β−                         | 2,9566                     | 99m2Mo                     |
| 99m2Mo                     | 0,76 µs                    | IT                         | 0,6845                     | 99m1Mo                     |
| 99m1Mo                     | 15,5 µs                    | IT                         | 0,097785                   | 99Mo                       |
| 99Mo                       | 2,7489 d                   | β−                         | 1,216802                   | 99mTc                      |
| 99mTc                      | 6,0058 u                   | IT                         | 0,1405                     | 99Tc                       |
| 99Tc                       | 2,111 × 105 j              | β−                         | 0,29383                    | 216Po                      |
| 99Ru                       | stabiel                    | stabiel                    | stabiel                    | stabiel                    |

## Halveringstijden en vervalenergieën
Een vervalreeks is een eenvoudig dynamisch systeem. In elke tabel zijn kolommen met halveringstijden en vervalenergieën opgenomen. Met behulp van de halveringstijden kunnen concentratieverhoudingen tussen verschillende isotopen berekend worden. Met behulp van de vervalenergie en de halveringstijd kan de intensiteit van de straling en de warmteontwikkeling door het verval van een bepaald isotoop berekend worden.

### Gesloten systemen
We nemen aan dat het systeem gesloten is en dat de toestand waarin het systeem verkeert stabiel is. Zo'n stabiele toestand wordt ook wel een steady state genoemd. We nemen aan dat de temperatuur van het systeem constant is en dat de concentraties van de nucliden door het hele systeem homogeen verdeeld zijn. Binnen de vervaltijd van een bepaald isotoop, die ongeveer 1,4427 maal zo lang is als de halveringstijd, is ongeveer de helft van de atoomkernen vervallen. Het isotoop aan het begin van de vervalreeks is het meest stabiele isotoop en bepaalt aan het begin van de keten de sterkte van de verschillende deeltjesstromen.

### Steady state
We hebben een lange vervalreeks met nucliden Ni:
N0 → N1 → N2 → N3 → N4 → ...
met vervaltijden τ0, τ1, τ2, τ3, ... waarvoor geldt dat:
τ0 >> τi
voor alle radionucliden Ni in de reeks.
De deeltjesstroom door het radioactieve verval van een nuclide wordt gegeven door:
{\displaystyle J_{i}={\frac {dN_{i}}{dt}}=-{\frac {N_{i}}{\tau _{i}}}}
Omdat de deeltjesstroom in de steady state door de hele keten constant is, moet voor elke nuclide gelden dat de uitstroom gelijk moet zijn aan de uitstroom van het voorgaande nuclide:
{\displaystyle J_{i}=J_{i-1}}
zodat voor alle nucliden in de steady state geldt:
{\displaystyle J_{i}=J_{0}}

### Isotoopconcentraties
Onder steady state voorwaarden verhouden de concentraties van nucliden zich onderling als:
{\displaystyle N_{i}={\frac {\tau _{i}}{\tau _{j}}}N_{j}={\frac {\tau _{i}}{\tau _{0}}}N_{0}}
Omdat de concentraties van de nucliden zich onderling verhouden als hun halveringstijden kunnen de concentraties van de nucliden binnen een vervalreeks sterk verschillen.

### Straling en vermogen
Het vermogen dat de nucliden leveren wordt gegeven door:
{\displaystyle P_{i}=E_{i}^{v}\ J_{i}=E_{i}^{v}\ J_{0}}
waarin Evi de vervalenergie van een nuclide is.
Het vermogen en de intensiteit van de straling die door een nuclide afgegeven worden zijn evenredig met de vervalenergie zolang het systeem aan de steady state voorwaarden voldoet.

## Lange vervalreeksen en verschillende vervaltijden
De waarden van de halveringstijden kunnen sterk variëren. Binnen de lange vervalreeksen van actiniden komen naast nucliden met lange halveringstijden ook reeksen voor met relatief korte halveringstijden.

### Verkorte vervalreeks van uranium-238
De vervalreekstabel hieronder is een verkorte versie van de vervalreeks van uranium-238.
| Vervalreeks van uranium-238 | Vervalreeks van uranium-238 | Vervalreeks van uranium-238 | Vervalreeks van uranium-238 | Vervalreeks van uranium-238 |
| Iso                         | Halveringstijd              | VV                          | VE (MeV)                    | VP                          |
| --------------------------- | --------------------------- | --------------------------- | --------------------------- | --------------------------- |
| 238U                        | 4,468 × 109 j               | α                           | 4,26975                     | 234Th                       |
| 234Th                       | < 25 min                    | 2 β−                        | ~ 2,5                       | 234U                        |
| 234U                        | 2,4566 × 105 j              | α                           | 4,85773                     | 230Th                       |
| 230Th                       | 75.438 j                    | α                           | 4,767                       | 226Ra                       |
| 226Ra                       | 1.600 j                     | α                           | 4,781                       | 222Rn                       |
| 222Rn                       | 3,825 d                     | α                           | 5,590                       | 218Po                       |
| 218Po                       | ~ 30 minuten                | 2 α + 2 β−                  | ~ 18                        | 210Pb                       |
| 210Pb                       | 22,20 j                     | β−                          | 0,061                       | 210Bi                       |
| 210Bi                       | ~ 150 dagen                 | α + β−                      | ~ 6,5                       | 206Pb                       |
| 206Pb                       | stabiel                     | stabiel                     | stabiel                     | stabiel                     |

Drie vervalreeksen met korte vervaltijden zijn in deze tabel in een enkele rij samengevat:
- de vervalreeks van thorium-234 naar uranium-234 van twee stappen,
- de vervalreeks van polonium-218 naar lood-210 van vier stappen,
- de vervalreeks van bismut-210 naar lood-206 van twee stappen.

De gemiddelde stralingsintensiteit is over een lange termijn niet afhankelijk van de halveringstijd zolang de steady state benadering blijft gelden.

## Open systemen
Als een bepaalde nuclide uit het systeem kan ontsnappen dan worden de steady state voorwaarden geschonden hetgeen grote gevolgen kan hebben voor de intensiteit van de straling die afgegeven wordt. Voor een nuclide die aan het begin van een van de drie ingekorte reeksen uit het systeem ontsnapt geldt het volgende:
- Ongeveer 40 minuten nadat een bepaalde hoeveelheid uranium-238 onder uitzending van alfastraling naar thorium-234 is vervallen, vervallen ongeveer even grote hoeveelheden thorium-234 en protactinium-234 onder uitzending van bètastraling. De energie van de bètastraling is ongeveer de helft van de energie van de alfastraling die door het verval van de uranium-238 afgegeven werd.
- Ongeveer 40 minuten nadat een bepaalde hoeveelheid radon-222 onder uitzending van alfastraling naar polonium-218 is vervallen, vervallen vergelijkbare hoeveelheden polonium-218, lood-214, bismut-214 en polonium-214 onder uitzending van alfa- en bètastraling. De energie van deze straling is ruim drie keer zo hoog als de energie van de alfastraling van het vervallende radon-222.
- Ongeveer een half jaar nadat een bepaalde hoeveelheid lood-210 onder uitzending van bètastraling naar bismut-210 is vervallen, zijn vergelijkbare hoeveelheden bismut-210 en polonium-210 vervallen onder uitzending van alfa- en bètastraling.

## Radon en thoron
Radon en thoron zijn edelgassen die gemakkelijk ontsnappen en vervolgens met de lucht ingeademd kunnen worden. Tijdens het verval van uranium-238 naar een lood-206 gaat het nuclide ongeveer een week in de gedaante van het edelgas radon-222 door het leven. Radon-220, dat tijdens het verval van thorium-232 naar lood-208 gevormd wordt, bestaat ongeveer een minuut maar het geeft in die korte tijd een relatief hoge dosis straling af. Radon en thoron zitten meestal vrij diep onder het aardoppervlak in harde, zware gesteenten als basalt en graniet opgeslagen. Sommige bouwmaterialen die in de woningbouw toegepast worden kunnen relatief hoge concentraties nucliden uit de vervalkeeksen van uranium-238 en thorium-232 bevatten.
Het is verstandig om ruimten waarin radon of thoron ontsnapt goed te ventileren om te voorkomen dat een te hoge concentratie van het gas ingeademd wordt. Als radon of thoron in de longen naar polonium-218 of polonium-216 vervalt dan kan het in de longen achterblijven en in het lichaam opgenomen worden waar het verder vervalt.